# Границя хаосу

На границі хаосу складність максимальна

Границя хаосу (англ. Edge of chaos) — критична точка системи, в якій незначні зміни можуть викликати або перехід до хаотичної поведінки, або перехід до статичного упорядкованого стану. Іншими словами система, яка перебуває на границі хаосу, між порядком і хаосом. Ця точка аналогічна фазовому переходу в термодинаміці. В цій точці складність (кількість інформації, що необхідна для опису системи) є максимальною.

## Історія
Фраза границя хаосу була введена математиком Дойн Фармером (англ. Doyne Farmer) для опису феномену переходу, описаного інформатиком Крістофером Лангтоном(англ. Christopher Langton). Фраза оригінально мала відношення до певної ділянки області значень змінної λ, яка використовується для опису властивостей клітинних автоматів (КА). При зміні λ, КА проходив через фазовий перехід поведінки. Лангтон знайшов невелику область значень, яка надавала КА можливості працювати як машина Тюринга. Приблизно в той самий час фізик Джеймс Кратчфілд (англ. James P. Crutchfield) та інші використали фразу початок хаосу (англ. onset of chaos) для опису схожої концепції.

## Границя хаосу в природі
На думку вчених багато фізичних, біологічних, економічних та соціальних систем знаходиться працюють на границі між порядком і хаосом, де складність максимальна. Стюарт Кауфман (англ. Stuart Kauffman) досліджував математичні моделі еволюції біологічних систем. Він вважає, що на границі хаосу швидкість еволюції максимальна.

## Зовнішні посилання
- "The Edge of Chaos" [Архівовано 19 червня 2010 у Wayback Machine.] — критика ідеї.